# Pangasius indicus
A Pangasius indicus a sugarasúszójú halak (Actinopterygii) osztályának harcsaalakúak (Siluriformes) rendjébe, ezen belül az óriásharcsafélék (Pangasiidae) családjába tartozó fosszilis faj.

## Előfordulása
A Pangasius indicus előfordulási területe az indonéziai Szumátra szigeten volt. Az úgynevezett „Sipang faunának” volt a része. Igen jól megőrzött kövületei maradtak ránk. Ennek ellenére eme halfaj létezésének a pontos időszakát, ezidáig még nem sikerült behatárolni. Feltételezések szerint, vagy az eocénban, oligocénban, vagy akár a miocénban is létezhetett.

## Fordítás
- Ez a szócikk részben vagy egészben  a   Pangasius indicus című angol Wikipédia-szócikk ezen változatának fordításán alapul.  Az eredeti cikk szerkesztőit annak laptörténete sorolja fel. Ez a jelzés csupán a megfogalmazás eredetét és a szerzői jogokat jelzi, nem szolgál a cikkben szereplő információk forrásmegjelöléseként.